# Набор данных

Различные графики многомерного набора данных Ирисы Фишера представленного Рональдом Фишером (1936 год).

Набор данных (data set или dataset) — коллекция данных. В случае с табличными данными, набор данных соответствует одной или нескольким таблицам баз данных, где каждый столбец таблицы соответствует отдельной переменной, и каждая строка соответствует записи в наборе данных. Наборы данных хранят значения для каждой переменной, например, высота и вес объекта для каждого члена набора данных. Наборы данных могут также состоять из коллекции документов или файлов.
В концепции открытых данных, набор данных — это единица измерения информации размещенных в публичном репозитории открытых данных. Европейский портал данных (data.europa.eu) агрегирует более миллиона наборов данных.  Некоторые другие концепции (источники данных реального времени, нереляционные наборы данных и т.д.) увеличивают сложность достижения соглашения об определении термина набора данных.

## Свойства
Несколько характеристик определяют структуру и свойства набора данных. Они включают количество и типы атрибутов или переменных, и различные статистические измерения, применяемые к ним, такие как стандартное отклонение и эксцесс.
Значения могут быть числами, такими как вещественные числа или целые числа, например представляющими рост человека в сантиметрах, но могут также быть и номинальными данными (т.е. не содержащими числовых значений), например, отображающими этническую принадлежность человека. В более общем смысле, значения могут быть одним из видов, описываемых шкалой. Для каждой переменной все значения обычно одного и того же типа. Несмотря на это могут также существовать недостающие значения, которые должны быть обозначены некоторым способом.
В статистике наборы данных обычно поступают из фактических наблюдений, полученных путем выборки из генеральной совокупности, и каждая строка соответствует наблюдениям за одним элементом этой совокупности. Наборы данных могут также быть сгенерированы алгоритмами для целей тестирования определенного вида программного обеспечения. Некоторое современное программное обеспечение для статистического анализа, такое, например, как SPSS до сих пор представляет свои данные в классической манере набора данных. Если представлены недостающие или подозрительные данные, то может быть использован метод вменения для дополнения набора данных.

## Классические наборы данных
Несколько классических наборов данных широко используются в статистической литературе:
- Ирисы Фишера — многовариантный набор данных, представленный Рональдом Фишером (1936 год).[1]
- MNIST (база данных) — изображения рукописных цифр, обычно используемых для тестирования алгоритмов классификации, кластеризации и обработки изображений.
- Категориальный анализ данных[англ.] — наборы данных, используемые в книге, Введение в категориальный анализ данных.
- Робастность — наборы данных, используемые в книге Robust Regression and Outlier Detection[англ.] (Питер Руссо[англ.] и Лерой, 1968 год). Provided on-line at the University of Cologne.
- Веменной ряд — данные, использованные в книге Чатфилда Анализ временных рядов (The Analysis of Time Series) предоставлены на сайте
- Экстремальные значения — данные, использованные в книге, Введение в статистическое моделирование экстремальных значений (An Introduction to the Statistical Modeling of Extreme Values) снимок данных, в том виде, как они были представлены автором книги, на сайте Stuart Coles, .
- Байесовский анализ данных — данные, использованные в книге Байесовский анализ данных представлены на сайте Эндрю Гельманом[англ.], одним из авторов книги.
- Данные о печени Бупа — использованы в нескольких публикациях в литературе о машинном обучении (data mining).
- Квартет Энскомба — небольшой набор данных, иллюстрирующий важность графического представления данных для избежания статистических заблуждений